# Gordon (Texas)
Gordon es una ciudad ubicada en el condado de Palo Pinto en el estado estadounidense de Texas. En el Censo de 2010 tenía una población de 478 habitantes y una densidad poblacional de 190,26 personas por km².

## Geografía
Gordon se encuentra ubicada en las coordenadas 32°32′41″N 98°22′4″O / 32.54472, -98.36778. Según la Oficina del Censo de los Estados Unidos, Gordon tiene una superficie total de 2.51 km², de la cual 2.51 km² corresponden a tierra firme y (0.1%) 0 km² es agua.

## Demografía
Según el censo de 2010, había 478 personas residiendo en Gordon. La densidad de población era de 190,26 hab./km². De los 478 habitantes, Gordon estaba compuesto por el 94.56% blancos, el 0% eran afroamericanos, el 0.84% eran amerindios, el 1.05% eran asiáticos, el 0% eran isleños del Pacífico, el 2.3% eran de otras razas y el 1.26% pertenecían a dos o más razas. Del total de la población el 5.65% eran hispanos o latinos de cualquier raza.